# Julius Indrišiūnas
Julius Indrišiūnas (* 6. August 1901 in Peluodžiai (Rajongemeinde Pakruojis), Kreis Pašvitinis, Litauen; † 4. Januar 1945 in Kirow, Sowjetunion) war ein litauischer Jurist und Politiker, Finanzminister Litauens.

## Leben
Von 1919 bis 1923 war er Freiwilliger der litauischen Armee. 1927 absolvierte er das Studium der Rechtswissenschaft an der Rechtsfakultät der Lietuvos universitetas (VDU) in Kaunas. Von 1924 bis 1925 sowie 1927 war er Lehrer an der Mittelschule Vilkija. Von 1928 bis 1932 arbeitete als Jurist. 1930 wurde er zum Obernotar im Bezirksgericht Kaunas ernannt. Von 1933 bis 1938 arbeitete er als Generalsekretär im Finanzministerium. Von 1936 bis 1940 war er Mitglied von Seimas, stellvertretender Parlamentsvorsitzender. Von 1938 bis 1939 war er Finanzminister Litauens. 1940 wurde er von NKWD festgenommen und  1941 verurteilt.
Er war Mitglied von Lietuvių tautininkų sąjunga, Vorsitzende des Ehrengerichts der Studenten-Korporation „Neo-Lithuania“.